# Ulica Nowotarska w Zakopanem
Ulica Nowotarska – jedna z najważniejszych ulic Zakopanego. Stanowi, wraz z ulicą Kasprowicza, drogę wyjazdową z miasta na północ. Jest częścią drogi krajowej nr 47 oraz Zakopianki. Ulicę otacza w większości nowoczesna zabudowa.
Ulica została wytyczona na początku XX wieku w miejscu traktu prowadzącego z Krakowa do Zakopanego.

## Ważne budynki
- nr. 8 – restauracja węgierska Czardasz
- nr. 34c – Willa "Barabaszówka"
- nr. 43- Willa Mrzonka
- nr. 45 – Schronisko Młodzieżowe PTSM Szarotka
- nr. 59 – Willa "Płazówka"
- Willa "Eljaszówka"

## Infrastruktura
Na skrzyżowaniu ulicy z ul. Powstańców Śląskich istnieje rondo.